# Andrea Hohl
Andrea Hohl (Satu Mare, 31 dicembre 1975) è un'ex cestista rumena naturalizzata tedesca.

## Carriera
Con la Germania ha disputato i Campionati mondiali del 1998 e tre edizioni dei Campionati europei (1995, 1997, 1999).